# Armando Palacio Valdés
Armando Palacio Valdés (Laviana, 4 de octubre de 1853-Madrid, 29 de enero de 1938) fue un escritor y crítico literario español, perteneciente al realismo del siglo XIX.

## Biografía
Armando Francisco Bonifacio Palacio y Rodríguez-Valdés nació el 4 de octubre de 1853 en la parroquia asturiana de Entralgo, perteneciente al concejo de Laviana. Era hijo de Silverio Palacio Cárcaba, un abogado de origen ovetense de ascendencia burguesa, y de Eduarda Rodríguez-Valdés y Alas, perteneciente a una familia avilesina hidalga y terrateniente. Fue el mayor de los tres hijos del matrimonio. Sus hermanos también fueron escritores, el mediano Atanasio (1856-1919) y el pequeño Leopoldo (1867-1892), bajo el seudónimo Miguel Franco. Su sobrino Eduardo, hijo de Atanasio, fue político y periodista.
Se educó en Avilés donde su familia materna poseía tierras, hasta que 1865 se trasladó a Oviedo a vivir con su abuelo paterno para estudiar el bachillerato, que entonces se cursaba en el mismo edificio de la Universidad; la familia poseía sin embargo posesiones también en Entralgo, donde solían pasar temporadas. Por entonces leyó en su biblioteca la Iliada, que lo impresionó fuertemente y abrió su interés por la literatura y la mitología; tras ello se inclinó por obras de historia, de las que leyó muchas, sobre todo en francés, lengua que dominaba. Por entonces formó parte de un grupo de jóvenes intelectuales mayores que él de los cuales se consagraron a la literatura Leopoldo Alas, Pío Rubín y Tomás Tuero, con los que entabló una especial amistad y participó en las agitaciones revolucionarias de septiembre de 1868. Interesados por la literatura, hacen representaciones caseras de piezas teatrales escritas por Leopoldo Alas.

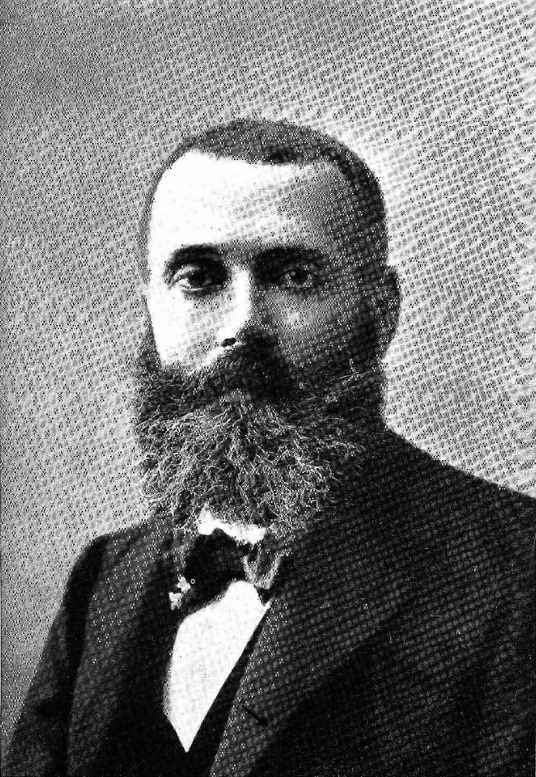
Retratado por Compañy.

Tras lograr su título de bachiller en Artes en 1870, y contra el consejo de su padre, quien quería que se quedase con él dedicado a administrar la hacienda familiar, decidió seguir la carrera de Leyes en Madrid, que concluyó en 1874; allí se juntó de nuevo con Alas, Rubín y Tuero, con quienes comparte pensión. Perteneció a la tertulia del Bilis Club junto con otros escritores asturianos y redactó con ellos los tres números del efímero periódico Rabagás. Dirigió la Revista Europea, donde publicó artículos que luego reunió en Semblanzas literarias. Frecuenta el Ateneo (llegaron a llamarle "el terror de los bibliotecarios", porque leía hasta ocho horas diarias y fundó la tertulia de la institución el salón llamado La Cacharrería), lo que le sirve de inspiración para los retratos literarios en Los oradores del Ateneo y en El nuevo viaje al Parnaso donde desfilan conferenciantes, ateneístas, novelistas y poetas de la época. Escribió también como crítico, en colaboración con Leopoldo Alas, La literatura en 1881.
Desempeñó interinamente algunos meses la cátedra de Economía Política en la Escuela de Estudios Mercantiles de San Isidro y la cátedra de Derecho Civil de la Universidad de Oviedo, en la que sustituyó a Félix de Aramburu, pero pronto se desengañó de la vida académica y la dejó por la literatura.
Durante un breve periodo de su juventud perteneció al Partido Republicano Posibilista de Emilio Castelar, pero luego renegó de involucrarse en cualquier tendencia política, aunque siempre se declaró partidario de la moderación, la ética y la justicia.
Se casó dos veces: con su primera esposa, Luisa Maximina Prendes Busto, el 4 de octubre de 1883 en la iglesia de San Pedro de Gijón que falleció en 1885 después de sólo un año y medio de matrimonio, del que solo tuvo un hijo. Aunque ya llevaba ocho años conviviendo con ella, se casó en 1899 en segundas nupcias con la gaditana Manuela Vega y Gil, que le sobrevivió.
Al morir José María de Pereda en 1906, ocupó el sillón vacante en la Real Academia Española, y en ese mismo año le rinden un homenaje muy caluroso los jóvenes universitarios de Oviedo, en el que destacó el por entonces joven Ramón Pérez de Ayala. En 1920 le imponen la Gran Cruz de Alfonso XII durante la inauguración en Avilés del teatro Palacio Valdés. En enero de 1924 fue elegido presidente del Ateneo de Madrid; pero el 19 de febrero tuvo que dimitir al ser incapaz de controlar las manifestaciones políticas que marcaron su actividad; al día siguiente, el dictador Miguel Primo de Rivera clausuró el Ateneo y desterró a Miguel de Unamuno. 
En estos últimos años su vida atraviesa por todo tipo de problemas que sin embargo no empañan su natural optimismo: en enero de 1920 fallece su nuera y dos años más tarde le sigue su único hijo, el que tuvo de su primera esposa, de forma que debe asumir la tutela de sus dos nietas. El propio novelista tiene además que superar una grave enfermedad que le tiene meses al borde de la muerte, así como un accidente que lo mantuvo impedido y le obligó luego a usar bastón durante años; es más, enferma su esposa, lo que le produce más contratiempos.
La guerra civil española (1936-1939) lo sorprendió en El Escorial y marchó a Madrid. Allí se encuentra enfermo y pasando frío y hambre con su mujer. Los hermanos Álvarez Quintero lo atendían con los escasos víveres que podían reunir. Palacio Valdés, el amable, el otrora célebre y celebrado, vanidosillo y fecundo escritor, moría a los ochenta y cuatro años en el olvido, sin ayuda, el 29 de enero de 1938; sus restos mortales permanecieron en el cementerio madrileño de La Almudena hasta que en 1945, respetando su última voluntad, fueron trasladados al de La Carriona, en Avilés. En ese mismo año su viuda dio parte de su biblioteca (no incluyó, por ejemplo, las primeras ediciones de sus obras), unos 560 volúmenes, a la Universidad de Oviedo.

## Carrera literaria

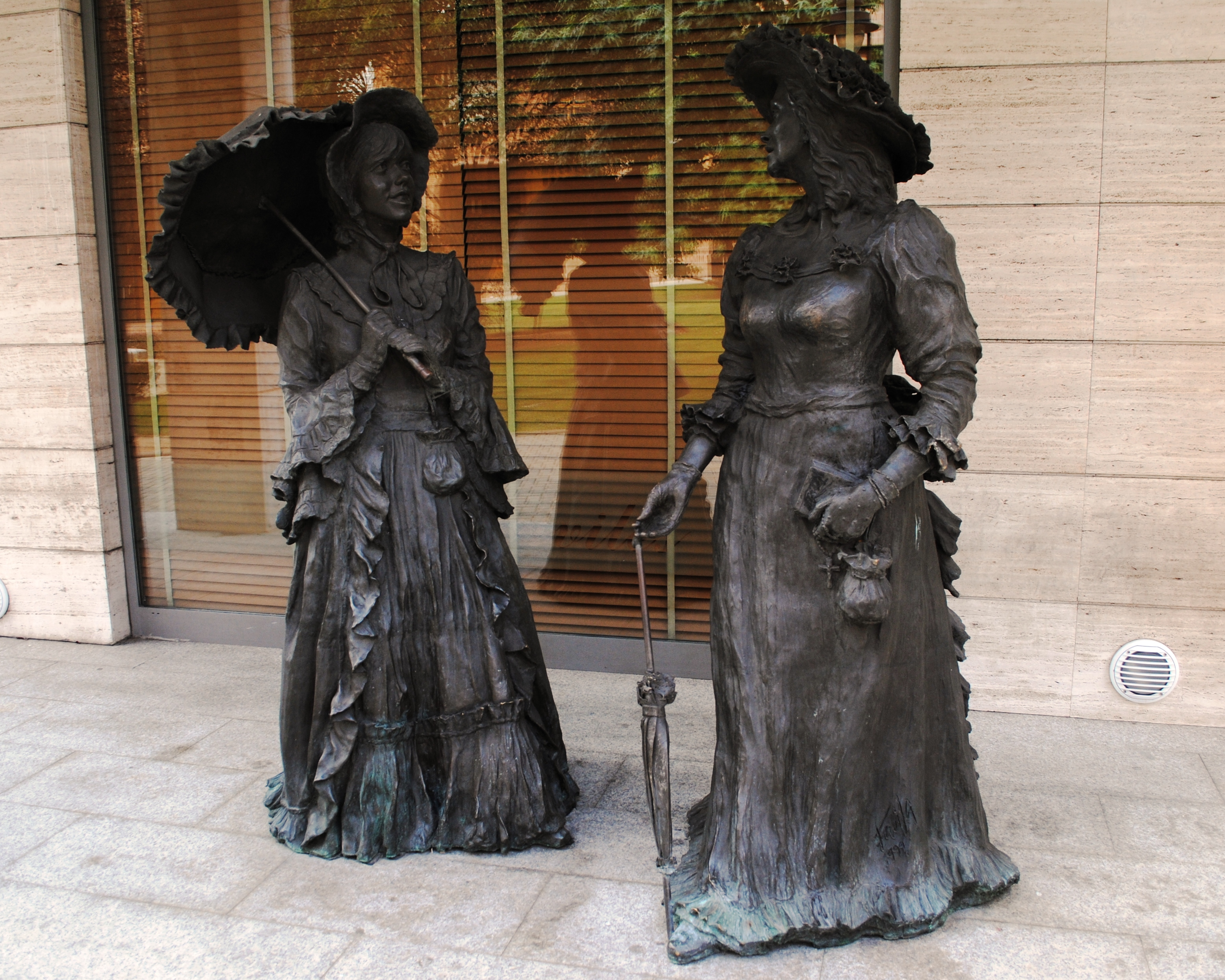
Marta y María por Favila, en Avilés.

Se dio a conocer como novelista con El señorito Octavio (1881), pero ganó la celebridad con Marta y María (1883), ambientada en la ciudad ficticia de Nieva, que en realidad representa a Avilés; las dos protagonistas encarnan los temperamentos contemplativo y práctico. En esta época de su evolución literaria suele ambientar sus novelas en Asturias. Así ocurre también con El idilio de un enfermo (1884), que es quizás su obra más perfecta[¿según quién?] por la concisión, ironía, sencillez de argumento y sobriedad en el retrato de los personajes, algo que Palacio Valdés nunca logró repetir; sobre la vida de los marineros asturianos trata José (1885) y sobre el periodismo El cuarto poder (1888), donde de la misma manera que en La Regenta de Leopoldo Alas se realiza una sátira de la burguesía provinciana, se denuncia la estupidez de los duelos y la fatuidad de los seductores.
Su novela Riverita (1886), cuya segunda parte es Maximina (1887), transcurre en Madrid y revela cierto pesimismo y elementos autobiográficos (Maximina era el segundo nombre de su primera esposa). Por otra parte, la obra más famosa de Armando Palacio Valdés, La hermana San Sulpicio (1889), transcurre en tierras andaluzas, cuyas costumbres muestra mientras narra los amores entre una monja que sale del convento y un médico gallego que al fin se casa con la religiosa secularizada. La espuma (1891) es una novela que intenta describir la alta sociedad madrileña y donde se acerca al pensamiento socialista. La fe (1892) trata el tema religioso, y en El maestrante (1893) se acerca a uno de los grandes temas de la novela del realismo, el adulterio, de nuevo en ambiente asturiano. Andalucía surge de nuevo en Los majos de Cádiz (1896) y las costumbres valencianas en La alegría del capitán Ribot (1899). Clarín comparó esta novela valenciana con otra ambientada en los mismos lugares, Entre naranjos, de Vicente Blasco Ibáñez:

El mismo país (Levante) ha sido pintado de modo admirable, ha poco, por otro novelista, Armando Palacio en su Alegría del capitán Ribot. El terreno viene a ser el mismo; para el espectador es diferente. Palacio es nervioso... bilioso... y su musa algo linfática. Ve lo mismo que Blasco, y ve otra cosa. Donde Blasco encuentra perfumes alcahuetes del pecado, Palacio, más curtido, más equilibrado, ve un apacible escenario para un drama de la virtud. Donde Leonor sucumbe, Ribot se abstiene. Los dos son originales, absolutamente. Y si va a Valencia Galdós, además de ver lo que nadie ha visto todavía... cuenta todos los naranjos.

Entre todas sus obras, Palacio Valdés prefería Tristán o el pesimismo (1906), cuyo protagonista encarna el tipo humano que fracasa por el negativo concepto que tiene de la Humanidad; en su juventud había traducido una obra filosófica sobre el pesimismo y conocía bien sus implicaciones.
Palacio Valdés conservaba grato recuerdo de Lázaro Bardón, su profesor de griego en la Universidad de Madrid, que solía basar en Homero sus enseñanzas. Leyó con placer y provecho la traducción de la Ilíada a cargo de José Mamerto Gómez Hermosilla y convirtió su novela La aldea perdida (1903) en una especie de poema homérico en prosa moderna. La aldea perdida es una égloga novelada acerca de la industria minera y quiere ser una demostración de que el progreso industrial causa grandes daños morales y genera un gran conflicto socioeconómico. Cambia un poco su forma de narrar acercándose a los postulados del modernismo. El narrador se distancia así de sus temas más acostumbrados, añorando con declamatoria retórica una Arcadia perdida; retrata rústicos como si fueran héroes homéricos y otorga nombres de dioses clásicos a los aldeanos. Además, a día de hoy esta novela está considerada uno de los máximos exponentes de la corriente antiindustrial española. 
Por entonces es un escritor muy popular en los Estados Unidos y en Francia, donde desde 1908 pasaba parte del año, especialmente los veranos en la localidad de Capbreton (Las Landas), compartiendo tertulia y amistad con escritores como el novelista del naturalismo Paul Margueritte (1860-1918). Palacio Valdés fue traducido al italiano, portugués, alemán, francés, noruego, inglés (casi siempre por los hispanistas Rachel Challice y Nathan Haskell Dole), checo, neerlandés, sueco, ruso y danés. Es seguramente, junto a Vicente Blasco Ibáñez, el autor español del siglo XIX más leído en el extranjero. Defendiendo a su amigo, Clarín se hizo eco de su éxito internacional:

La segunda novela que escribió Armando Palacio está traducida al ruso y publicada en Rusia, traducida al inglés y publicada en los Estados Unidos. El idilio de un enfermo se va a publicar en francés, y [Julien] Lugol acaba de traducir en francés también la última novela de Palacio. De este novelista han hablado la mayor parte de las revistas más acreditadas del extranjero hace ocho días. La Nueva Antología, de Roma, [...] citaba a Palacio entre los mejores novelistas españoles. Le Correspondant, La Revue-bleue y La Nouvelle Revue, de Francia, han consagrado sendos artículos encomiásticos a nuestro escritor asturiano [...] Entre nosotros, Emilia Pardo, Valera y otros críticos buenos, le colocan entre los principales...

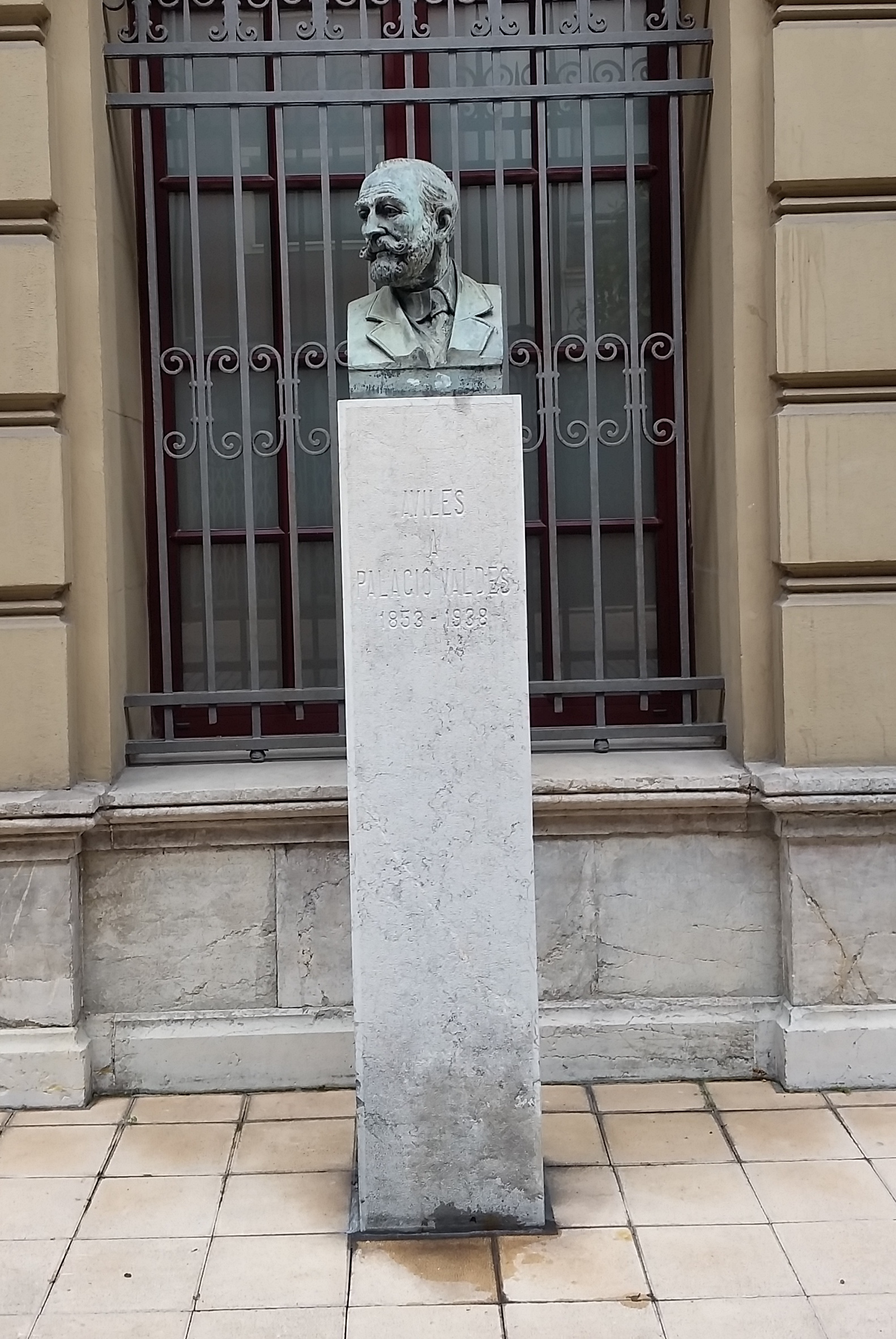
Busto de Armando Palacio Valdés en Avilés

Los papeles del doctor Angélico (1911) es una recopilación de cuentos, pensamientos filosóficos y relatos inconexos, aunque muy interesantes. Entre 1916 y 1917 viajó a París como enviado especial de El Imparcial para informar sobre la Primera Guerra Mundial; esta experiencia se plasma en su libro La guerra injusta, donde reúne las crónicas enviadas desde allí. En Años de juventud del doctor Angélico (1918) cuenta la dispersa historia de un médico (casas de huéspedes, amores con la mujer de un general, etc.). Es autobiográfica La novela de un novelista (1921), pero además se trata de una de sus obras maestras, con episodios donde hace gala de la ironía y del humor para retratar su infancia y juventud. Siguieron las novelas La hija de Natalia (1924), Santa Rogelia (1926), Los cármenes de Granada (1927), y Sinfonía pastoral (1931), una especie de novela rosa. 
Hizo dos colecciones más de cuentos en El pájaro en la nieve y otros cuentos (1925) y Cuentos escogidos (1923). Recogió algunos artículos de prensa breves en Aguas fuertes (1884). Sobre la política femenina escribió el ensayo histórico El gobierno de las mujeres (1931), por el cual la Asociación Nacional Española de Mujeres le rindió un homenaje durante la II República. Este ensayo fue una defensa explícita de la participación de las mujeres en la vida pública, tema que conocía bien porque era amigo de dos escritores feministas radicales, los hermanos Paul y Victor Margueritte. Y aunque no fue un escritor progresista, fustigó el caciquismo y fue un crítico absoluto de los políticos de la Restauración. Sobre la Primera Guerra Mundial reunió sus crónicas en el ya citado La guerra injusta, donde se declara aliadófilo y se muestra muy cercano a la generación del 98 en su ataque contra el atraso y la injusticia social de la España de principios del siglo XX. Fue dos veces nominado al Premio Nobel, en 1927 y 1928, pero en el primer caso su candidatura llegó fuera de plazo y en el segundo obtuvo el premio Sigrid Undset.
En 1929 publicó su Testamento literario, en el que expone numerosos puntos de vista sobre filosofía, estética, sociedad, etc. con recuerdos y anécdotas de la vida literaria en la época que conoció. Refleja en esta obra su preferencia por los escritores y técnicas del realismo inglés frente a los escritores y técnicas del realismo y del naturalismo francés. 
Póstumo es el Álbum de un viejo (1940), que es la segunda parte de La novela de un novelista y que lleva un prólogo del autor a una colección de cincuenta artículos. Sus Obras completas fueron editadas por Aguilar en Madrid en 1935; su epistolario con Leopoldo Alas "Clarín" en 1941.
Armando Palacio Valdés es un gran creador de tipos femeninos; posee una gran sensibilidad y empatía y es diestro en la pintura costumbrista; sabe también bosquejar personajes secundarios. Al contrario que otros autores concede al humor un papel importante en su obra. Su estilo es claro y pulcro sin incluir neologismos ni arcaísmos.[cita requerida]

## Obras

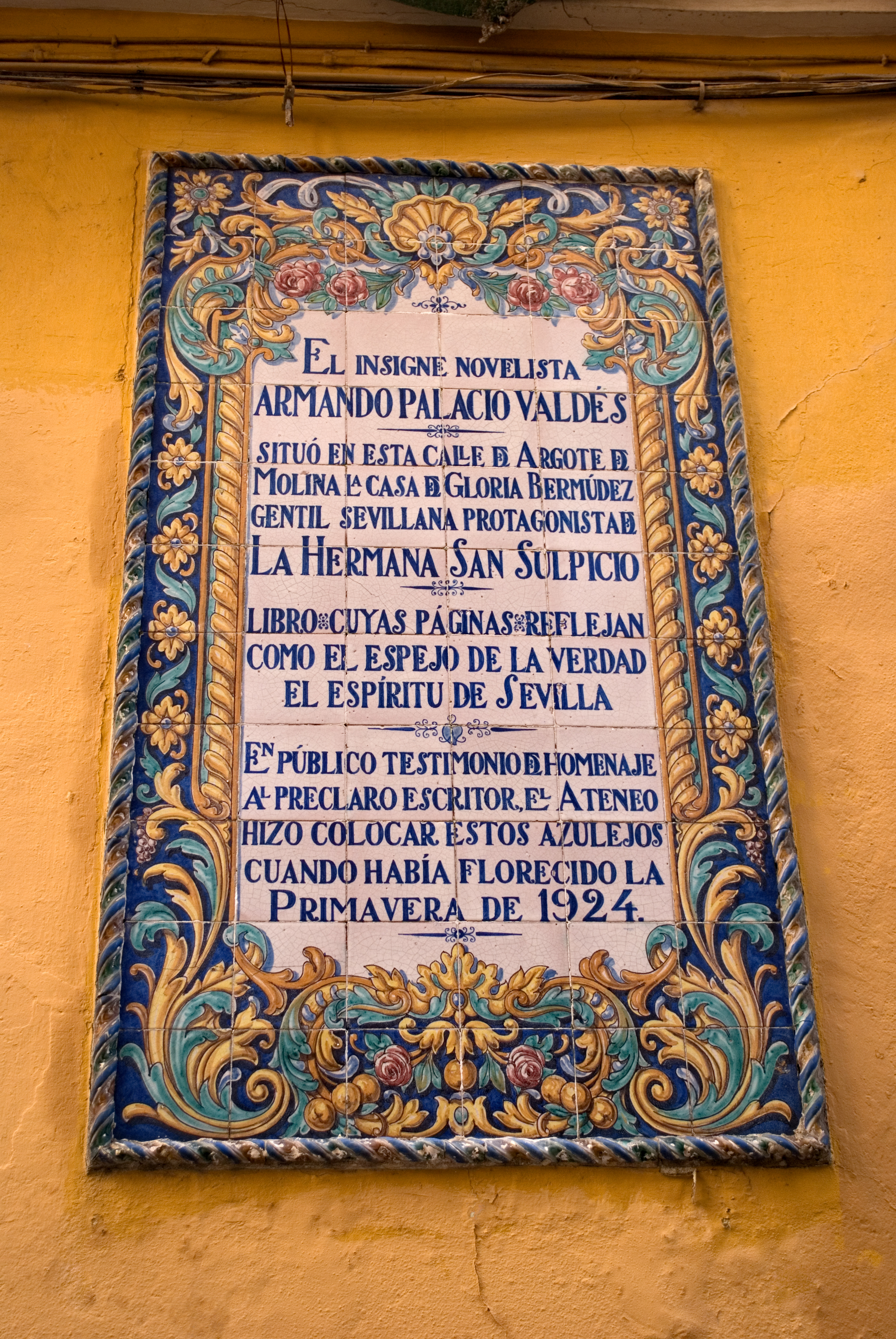
Azulejo en la calle Argote de Molina de Sevilla, donde se desarrolla la acción de la novela La hermana San Sulpicio.

### Novelas
- El señorito Octavio. Novela sin pensamiento trascendental (1881).
- Marta y María. Novela de costumbres (1883). Traducida al inglés con el título The Marquis of Penalta: A Realistic Social Novel (Nueva York, 1886)
- El idilio de un enfermo. Novela de costumbres (1884).
- José. Novela de costumbres marítimas (1885), traducida al inglés con el mismo título (Londres, 1900)
- Riverita. Novela de costumbres (1886), 2 vols.
- Maximina (1887), traducida al inglés con el mismo título en Nueva York, 1888.
- El cuarto poder. Novela de costumbres (1888), 2 vols. Traducida al inglés como The Fourth Estate (London & New York, 1901)
- La hermana San Sulpicio. Costumbres andaluzas (1889), 2 vols. Traducida al inglés como Sister Saint Sulpice (Nueva York, 1890)
- La espuma. Novela de costumbres contemporáneas (1890), 2 vols.
- La fe (1892).
- El maestrante (1893).
- El origen del pensamiento (1893).
- Los majos de Cádiz (1896).
- La alegría del Capitán Ribot (1899), traducida el inglés como The Joy of Captain Ribot (Nueva York, 1900)
- ¡Solo! (1889)
- Seducción (1900)
- La aldea perdida: novela-poema de costumbres campesinas (1903).
- Tristán o el pesimismo (1906).
- Los papeles del doctor Angélico (1911).
- Años de juventud del doctor Angélico (1918).
- La novela de un novelista: escenas de la infancia y la adolescencia (1921).
- El saladero (1923)
- La hija de Natalia. Últimos días del Doctor Angélico (1924).
- Santa Rogelia (1926).
- Los cármenes de Granada (1927).
- Sinfonía pastoral: novela de costumbres campesinas (1931).
- Tiempos felices. Escenas de la época esponsalicia (1933).

### Relatos
- Los puritanos y otros cuentos, editada en español en Nueva York, 1904.
- Cuentos escogidos (1923).
- El pájaro en la nieve y otros cuentos (1925).
- A cara o cruz (1929), novela corta.
- Los contrastes electivos (1936), novela corta.

### Ensayo
- Semblanzas literarias (1871).
- Los oradores del Ateneo. Semblanzas y perfiles críticos (1877)
- Los novelistas españoles. Semblanzas literarias (1878)
- Poetas contemporáneos. Nuevo viaje al Parnaso (1879)
- Con Leopoldo Alas, La literatura en 1881 (1882)
- Aguas fuertes (1884).
- La guerra injusta (1917)
- Qué es un literato, qué papel representa y debe representar en la sociedad, discurso leído ante la Real Academia Española, Madrid, Hijos de M. G. Hernández, 1920.
- Testamento literario (1929).
- El gobierno de las mujeres. Ensayo histórico de política femenina, Madrid, 1932.
- Álbum de un viejo (1940).

### Traducciones
- Karl Robert Eduard von Hartmann, La religión del porvenir, Madrid, [1877].
- Elme-Marie Caro, El pesimismo en el siglo XIX. Un precursor de Schopenhauer, Leopardi, Madrid, [1878].

### Antologías de sus obras
- Páginas escogidas, Madrid, Saturnino Calleja, 1917.
- Obras completas, Madrid: Aguilar, 1935.
- Obras completas. Ed. de Victoriano Suárez, prólogo de Luis Astrana Marín, Madrid, Editorial Aguilar, 1948, 2 vols.
- Obras selectas, sel., intr. y pról. de Joaquín de Entrambasaguas, Barcelona, Planeta, 1963-1969, 3 vols.

## Reconocimientos

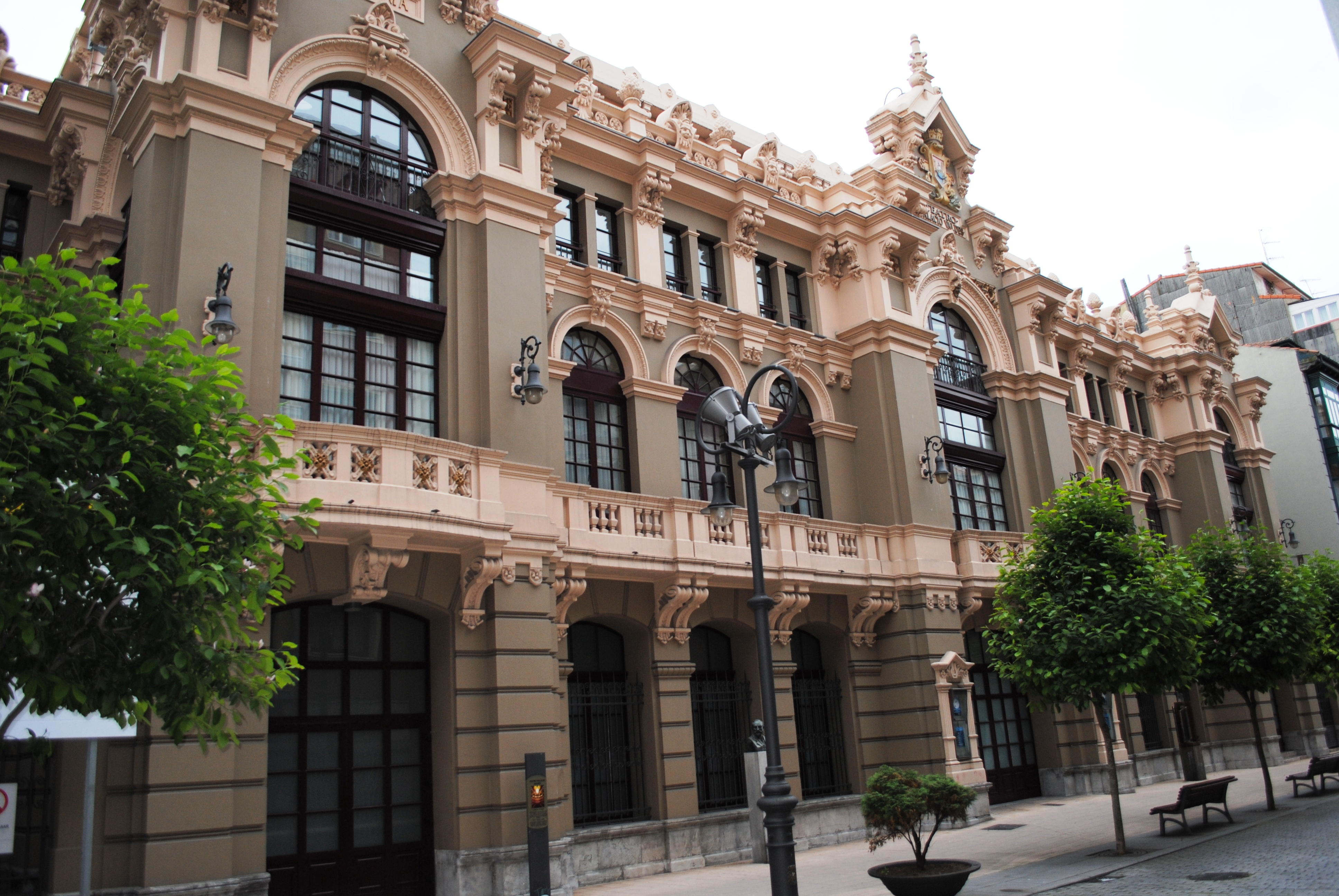
Teatro "Palacio Valdés" de Avilés, Asturias.

En la villa del adelantado, Avilés (Asturias), distintos elementos artísticos recuerdan la figura del escritor asturiano:
- El Teatro Armando Palacio Valdés;
- Las esculturas de Marta y María;
- Una placa en su casa de la calle Rivero, frente al palacio convertido en los antiguos multicines "Marta" -antes llamados "Marta y María" en recuerdo de su obra, y que aunque tiene otros usos en la actualidad, aún conserva en su interior el cartel del nombre de los cines, popular entre la ciudadanía.
- El colegio público "Palacio Valdés" en la avenida de Portugal de Avilés.

Así mismo, en el pueblo de Entralgo, perteneciente al concejo de Laviana, hay un busto junto a su casa natal, desde finales del siglo XX restaurada y dedicada a centro de interpretación del escritor.
En Marmolejo (Jaén), donde solía hospedarse y visitar el balneario, y donde comienza la historia de La hermana San Sulpicio, tiene a su nombre una calle, y un certamen de relato corto por el Ayuntamiento de Marmolejo.

## Algunas adaptaciones cinematográficas de sus obras
- José (1925)
- La hermana San Sulpicio (Florián Rey, muda en 1927, sonora en 1934; nueva versión en color en 1952)
- La fe (Rafael Gil, 1947)
- Las aguas bajan negras (adaptación de La aldea perdida por José Luis Sáenz de Heredia, 1948)